# 九孔
九孔（きゅうこう）は台湾の男性コメディアン。
空軍軍官学校を退学ののち、デビュー。現在の台湾バラエティ番組では古株ではあるが芸風は若手と同様。「全民大悶鍋」レギュラー主演以降、数多くのバラエティ番組への出演が増えた。今、台湾でもっとも注目されている芸人の一人である。

## 主な出演番組
- 週日八点党
- 全民大悶鍋